# Zombinoia
Zombinoia era un videojuego multijugador masivo en línea de estrategia cooperativa desarrollado por la empresa Motion Twin. El juego estaba implementado en un paradigma de programación, requiriendo únicamente un navegador común para poder jugarlo: dando una gran ventaja en el aspecto de los videojuegos, tan necesitados de ram y memorias específicas. Cada escenario de juego, denominado Pueblo, permitía que se enfrentaran simultáneamente 40 jugadores contra hordas de zombis. Existían versiones en diferentes idiomas.

## Introducción
Zombinoia es un juego gratuito de supervivencia en un mundo hostil invadido por zombis.
Organízate con tus vecinos y sobrevive a toda costa. El último sobreviviente se convertirá en el Héroe del Pueblo.
Durante el día, los habitantes salen del pueblo para explorar las llanuras desérticas del Ultramundo en busca de armas, materiales y alimentos. 
Cada noche ¡las turbas de muertos vivientes atacarán tu pueblo! Los objetos que hayas encontrado te servirán para construir defensas necesarias.
Los ataques se realizan siempre a la misma hora.
Todo lo que encuentres puede ser compartido. Tu vecino podría tener el tornillo que le falta a tu sierra eléctrica. Tu vida dependerá en gran medida de vuestra cooperación... 

### Edificios
El pueblo puede desarrollarse constantemente:
- Colecta recursos en el desierto (madera, metal, blindaje...) y deposítalos en el Almacén.
- Ve a la sección Construcciones de tu pueblo.
- Ubica los edificios disponibles: Estos tienen un botón Participar.
- Haz clic en el botón Participar junto al edificio que te interesa para utilizar 1 Punto de Acción de tu reserva.

Cuando una construcción haya recibido suficiente mano de obra (es decir Puntos de Acción invertidos), ¡el edificio estará terminado inmediatamente!
Los edificios pueden ser construidos en varios días. Para que las obras avancen debes "participar" cada día en ellas. Puedes igualmente invertir más de 1 PA en una construcción si deseas que sea terminada pronto...
Edificios temporales
Son edificios de "uso único". Después del ataque de los zombis quedan destruidos. Son en general defensas pesadas pero de poco valor, por lo cual deben ser reconstruidas diariamente.

### Exploraciones y Búsquedas
Escarbar en una zona
En cada zona es posible remover la arena para encontrar objetos que podrás utilizar inmediatamente o llevar al pueblo. Puedes iniciar una búsqueda una vez al día.
La búsqueda automática
Cuando rebuscas objetos en una zona, pasas inmediatamente al modo Búsqueda automática. Desde ese momento, si te quedas en esa zona, realizarás una búsqueda cada 2 horas. Ya no necesitarás tener el navegador de internet abierto, simplemente podrás volver más tarde...
Cuidado, si sales de esta zona, tu búsqueda será interrumpida y no podrás iniciar otra en el mismo lugar durante ese día. Sin embargo podrás iniciar una búsqueda en otro lugar.
Los edificios exteriores
Bajo la arena, podrías descubrir edificios abandonados. Será necesario desenterrarlos antes de poder explorarlos. En esas ruinas encontrarás objetos valiosos, raros o peligrosos. Tal vez algunos puedan hasta salvar a tu comunidad.

### Las Mejoras del Día
Una vez terminadas, algunas construcciones (como la Zanja periférica por ejemplo) tienen acceso a mejoras. Cada día, los habitantes pueden votar por una y solo una mejora, según lo que consideren más útil para el pueblo.
Justo antes del ataque nocturno, la mejora que haya obtenido más votos será aprobada y puesta en marcha. Si hay empate, se hará un sorteo.
La realización de una mejora es gratuita: No consume PA, ni recursos.
Cada mejora puede ser aplicada en 5 niveles, cada uno más poderoso que otro. Estas mejoras pueden aportar diversos beneficios al pueblo: 

### Clanes y Alianzas
Algo realmente fundamental en el juego, son las agrupaciones de jugadores por amistad o por motivos técnicos dentro del juego. Por ello, se crean clanes y alianzas con sus propias normas y jerarquías internas.

## Herramientas
Además del juego, el éxito de Zombinoia ha hecho florecer un gran número de complementos creados por los propios jugadores, con el fin de facilitar determinados aspectos del juego, tales como el cálculo de muertos en el correr de los días o el almacenamiento de la información obtenida en los boletines diarios. La mayoría de herramientas se encuentran libremente disponibles en la red, sin embargo, sólo las que sean aprobadas por la administración del juego son consideradas legales.

### Foros
Gran parte de la actividad de Zombinoia se realiza en los foros proporcionados por Motion Twin, en los que se llevan a cabo negociaciones, declaraciones de guerra, o simplemente se comentan pueblos vividos y se habla de la vida en general. Además de estos foros, muchos clanes y alianzas tienen foro propio, en el que se realizan los debates internos o las planificaciones de sus pueblos.